# توپ طلای ۱۹۷۶

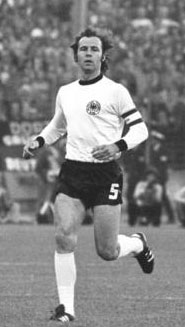
فرانتس بکن‌باوئر

توپ طلای ۱۹۷۶ (فرانسوی: 1976 Ballon d'Or‎) ۲۱مین رویداد سالیانهٔ توپ طلا بود که از سوی مجلهٔ فرانس فوتبال به بهترین بازیکن فوتبال در سال ۱۹۷۶ اعطا گردید که در این سال، فرانتس بکن‌باوئر برندهٔ توپ طلا شد.